# 네하 마르다
네하 마르다(힌디어: नेहा मरडा, 1985년 9월 23일 ~ )는 인도의 배우이다.